# 24605 Tsykalyuk
24605 Tsykalyuk è un asteroide della fascia principale. Scoperto nel 1975, presenta un'orbita caratterizzata da un semiasse maggiore pari a 2,7564797 UA e da un'eccentricità di 0,1735641, inclinata di 11,64525° rispetto all'eclittica.